# Сълги
Кан Съл-ги (на корейски: 강슬기), по-позната като Сълги, е южнокорейска певица. Член на южнокорейската момичешка група „Red Velvet“.

## Биография

### 1994 – 2014: Ранен живот и начало на кариерата си
Канг Съл-ги е родена на 10 февруари 1994 г. в Ансан, Кьонги-до, Южна Корея. Нейното семейство се състои от нейните родители и по-голям брат. Учи в средното училище на Ансан Биолман и посещава училище за сценични изкуства в Сеул. Тя може да говори корейски и японски.
Тя започна обучение в SM Entertainment през 2007 г. На 2 декември 2013 г. тя беше един от първите три стажанти, представени пред обществеността чрез пред-дебютния проект на SM Entertainment SM Rookies, заедно със сегашните членове на NCT Jeno и Taeyong.
През юли 2014 г. тя е включена в песента на Хенри лау „Butterfly“ от втория му EP Fantastic. Тя се появи и в музикалния клип на сингъла „Fantastic“.
На 1 август 2014 г. Сълги направи официалния си дебют като член на Red Velvet.

### Соло кариера
През януари 2015 г. тя участва в мюзикъла на SM Entertainment „School Oz“, играеща главната роля на Дороти. От април до май е част от шоуто JTBC „Off to School“.
През юли 2016 г. тя издава песента „Don't Push Me“ с Уенди като част от саундтрака на драмата KBS2, „Uncontrollably Fond“. През октомври 2016 г. тя се появи на „King of Mask Singer“ като състезател под псевдонима Cinema Heaven.
Сълги пуска You, Just Like That като тематичната песен на „Blade & Soul“ на 18 ноември, съставена от Yoon Sang. Тя и Уенди, както и други изпълнители на SM пуснаха на 30 декември дигитален сингъл, озаглавен „Sound of Your Heart“ за SM Station.
През януари 2017 г. тя издава песен с Уенди като част от саундтрака към драмата KBS2, „Hwarang: The Poet Warrior Youth“. Тя пуска и дует със заглавие Darling U с Yesung на Супър Джуниър на 22 януари, като част от SM Station. През октомври 2017 г. тя участва в дует Heart Stop с Taemin от Shinee, издаден на втория му корейски албум, Move.
На февруари 2018 г. Сълги е потвърдена като част от актьорския съставна Law of the Jungle in Mexico. През април тя също е потвърдена като част от актьорския състав на новото сортово шоу JTBC „Secret Unnie“ заедно със Sunmi. Сълги е представена и в самостоятелния дебют на Moonbyul „Selfish“; песента е издадена на 23 май 2018 г. През септември тя издава сингъл „Wow Thing“ като част от мини група, Station Young, с (G) I-dle's Soyeon, GFriend's SinB и солов изпълнител Chungha.

## Любопитно
- Тя може да свири на китара
- Хобитата ѝ са рисуването и свиренето на китара
- Начините ѝ за облекчаване на стреса са организиране на мисли, като пише в дневник, яде с хората, които харесва и ходи сама в караоке
- Тя събира стикери, химикалки и бележки
- Сълги бе избрана за член, който пазарува най-много
- Любимият ѝ тип музика е успокояваща музика, New Age и акустична музика
- Любимият ѝ цвят е оранжев, защото е цвят на освежаващ витамин[1]

## Дискография
| Заглавие                                          | Година      | Класации    | Класации    | Класации    | Класации    | Продажби                         | Албум                         |
| Заглавие                                          | Година      | KOR         | KOR Hot     | CHN Alibaba | US World    | Продажби                         | Албум                         |
| Колаборации                                       | Колаборации | Колаборации | Колаборации | Колаборации | Колаборации | Колаборации                      | Колаборации                   |
| ------------------------------------------------- | ----------- | ----------- | ----------- | ----------- | ----------- | -------------------------------- | ----------------------------- |
| "Sound of Your Heart" (с SM Town, Steve Barakatt) | 2016        | —           | —           | —           | —           | N/A                              | SM Station Season 1           |
| "Darling U" (с Yesung)                            | 2017        | —           | —           | —           | —           | N/A                              | SM Station Season 1           |
| "Our Story" (с Chiyeol)                           | 2017        | 28          | —           | —           | —           | - KOR: 56 079+ - CHN: 262 130    | Fall in, girl Vol. 3          |
| "Doll" (с Kangta and Wendy)                       | 2017        | —           | —           | —           | —           | N/A                              | SM Station Season 2           |
| "Wow Thing" (с Jeon So-yeon, Chungha and SinB)    | 2018        | 35          | 43          | —           | 3           | N/A                              | SM Station X 0                |
| Саундтрак изпълнения                              |             |             |             |             |             |                                  |                               |
| "Don't Push Me" (с Wendy)                         | 2016        | 25          | —           | —           | —           | - KOR: 182 984+ - CHN: 5 858 692 | Uncontrollably Fond OST       |
| "I Can Only See You" (с Wendy)                    | 2017        | 80          | —           | —           | —           | - KOR: 24 912+                   | Hwarang OST                   |
| "Deep Blue Eyes" (as Girls Next Door)             | 2017        | —           | —           | —           | —           | - KOR: 16 514+                   | Idol Drama Operation Team OST |
| "You, Just Like That"                             | 2017        | —           | —           | —           | —           | N/A                              | Blade & Soul OST              |
| "Always"                                          | 2019        | TBA         | TBA         | TBA         | TBA         | TBA                              | The Crowned Clown OST         |
| Като представен изпълнител                        |             |             |             |             |             |                                  |                               |
| "Butterfly" (Henry Lau с Seulgi)                  | 2014        | —           | —           | —           | —           | - KOR: 14 070+                   | Fantastic                     |
| "Drop" (Mark Lee с Seulgi)                        | 2017        | 93          | —           | —           | —           | - KOR: 46 443+                   | High School Rapper FINAL      |
| "Heart Stop" (Tae-min с Seulgi)                   | 2017        | —           | —           | 16          | —           | N/A                              | Move                          |
| "Selfish" (Moonbyul с Seulgi)                     | 2018        | 84          | —           | —           | —           | N/A                              | Selfish / Red Moon            |
| "Hello Tutorial" (Zion.T с Seulgi)                | 2018        | 2           | 2           | —           | —           | N/A                              | ZZZ                           |

## Филмография

### Телевизионни предавания
| Година | Заглавие                    | Канал | Роля        | Бележки                                                     |
| ------ | --------------------------- | ----- | ----------- | ----------------------------------------------------------- |
| 2015   | Off to School               | JTBC  | Cast Member | епизоди 30 – 43                                             |
| 2015   | 100 People, 100 Songs       | JTBC  | Contestant  | с Wendy                                                     |
| 2016   | King of Mask Singer         | MBC   | Contestant  | As „Masterpiece of the Weekend, Cinema Heaven“ (Episode 79) |
| 2017   | Idol Drama Operation Team   | KBS   | Cast        |                                                             |
| 2018   | Law of the Jungle in Mexico | SBS   | Cast        | епизоди 320 – 324                                           |
| 2018   | Secret Unnie                | JTBC  | Cast        | с Sunmi                                                     |
| 2018   | Battle Trip                 | KBS   | Contestant  | с Wendy (епизоди 100 – 103)                                 |
| 2018   | Cool Kids                   | JTBC  | Host        | епизоди 1 – 6                                               |

### Музикални видеа
| Година             | Заглавие                                             | Директор               |                |
| Collaborations     | Collaborations                                       | Collaborations         | Collaborations |
| ------------------ | ---------------------------------------------------- | ---------------------- | -------------- |
| 2017               | "Darling U" (с Yesung)                               | Hong Won Ki (Zanybros) |                |
| 2018               | "Wow Thing" (с SinB, Kim Chung-ha, and Jeon So-yeon) | Doori Kwak (GDW)       |                |
| As featured artist |                                                      |                        |                |
| 2018               | "Selfish" (Moonbyul с Seulgi)                        | Hong Won Ki (Zanybros) |                |
| 2018               | "Hello Tutorial" (Zion.T с Seulgi)                   | Oui Kim (GDW)          |                |

## Награди и номинации
| Година | Награди                         | Категория         | Номинирана работа                   | Резултат   |
| ------ | ------------------------------- | ----------------- | ----------------------------------- | ---------- |
| 2017   | Melon Music Awards              | Hot Trend Award   | Deep Blue Eyes (as Girls Next Door) | Номинирана |
| 2017   | Naver's 2017 Fashionista Awards | Rising Star Award | N/A                                 | Номинирана |